# Wystawa światowa

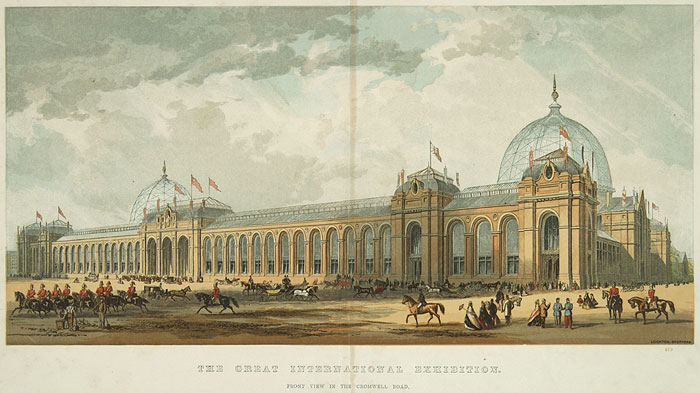
Wystawa Międzynarodowa w 1862 roku, South Kensington, Londyn

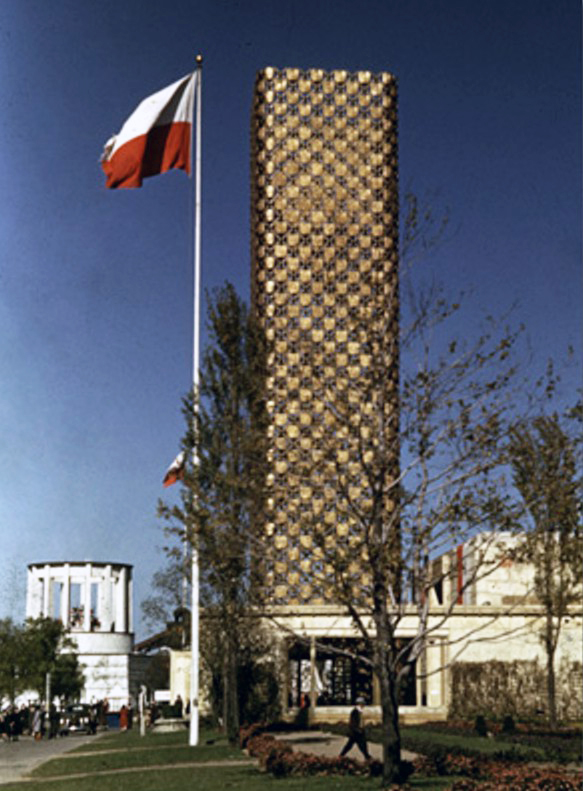
Nowy Jork, 1939. Polska flaga przed pawilonem Jana Cybulskiego i Jana Galinowskiego

Wystawy światowe (wystawy powszechne, w skrócie EXPO od fr. lub ang. exposition) – nazwa zwyczajowo nadawana cyklicznym ekspozycjom prezentującym dorobek kulturalny, naukowy i techniczny krajów i narodów świata. Ciałem zajmującym się organizacją wystaw jest Międzynarodowe Biuro Wystaw Światowych (fr. Bureau International des Expositions, w skrócie BIE), powstałe w 1928 w wyniku umowy międzynarodowej ratyfikowanej przez większość państw Ligi Narodów.
Pierwsza wystawa odbyła się w 1751[wymaga weryfikacji?] w Londynie, a dwie następne w 1798 i 1802 w Paryżu, jednak za pierwszą prawdziwie międzynarodową wystawę światową uznaje się Wielką Wystawę (ang. Great Exhibition) w Londynie w 1851.
Od tego czasu wystawy są okazją do współzawodnictwa we wszystkich dziedzinach produkcji. W 1889 specjalnie na paryską wystawę światową zbudowano wieżę Eiffla, która miała zademonstrować poziom wiedzy inżynierskiej i możliwości techniczne epoki. Organizatorzy kolejnych wystaw dążą do prześcignięcia poprzednich, m.in. w dziedzinie rozwiązań technicznych i architektonicznych czy rozmachu uroczystości oficjalnych.
Wystawy EXPO dzielą się na trzy podkategorie: światowe, specjalistyczne oraz EXPO Horticultural (tzw. zielone). 
Czwartym typem posiadającym formalny status EXPO jest Wystawa Sztuk Dekoracyjnych i Nowoczesnej Architektury Triennale Mediolańskie (w skrócie Triennale w Mediolanie).

## Wystawy światowe
- 1851 –  Londyn, Wielka Brytania[4],
- 1855(inne języki) –  Paryż, Francja,

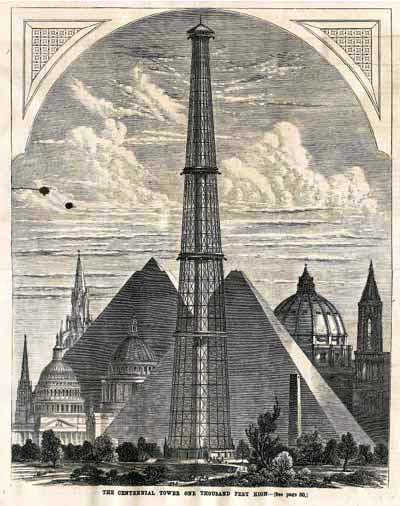
Filadelfia, 1876

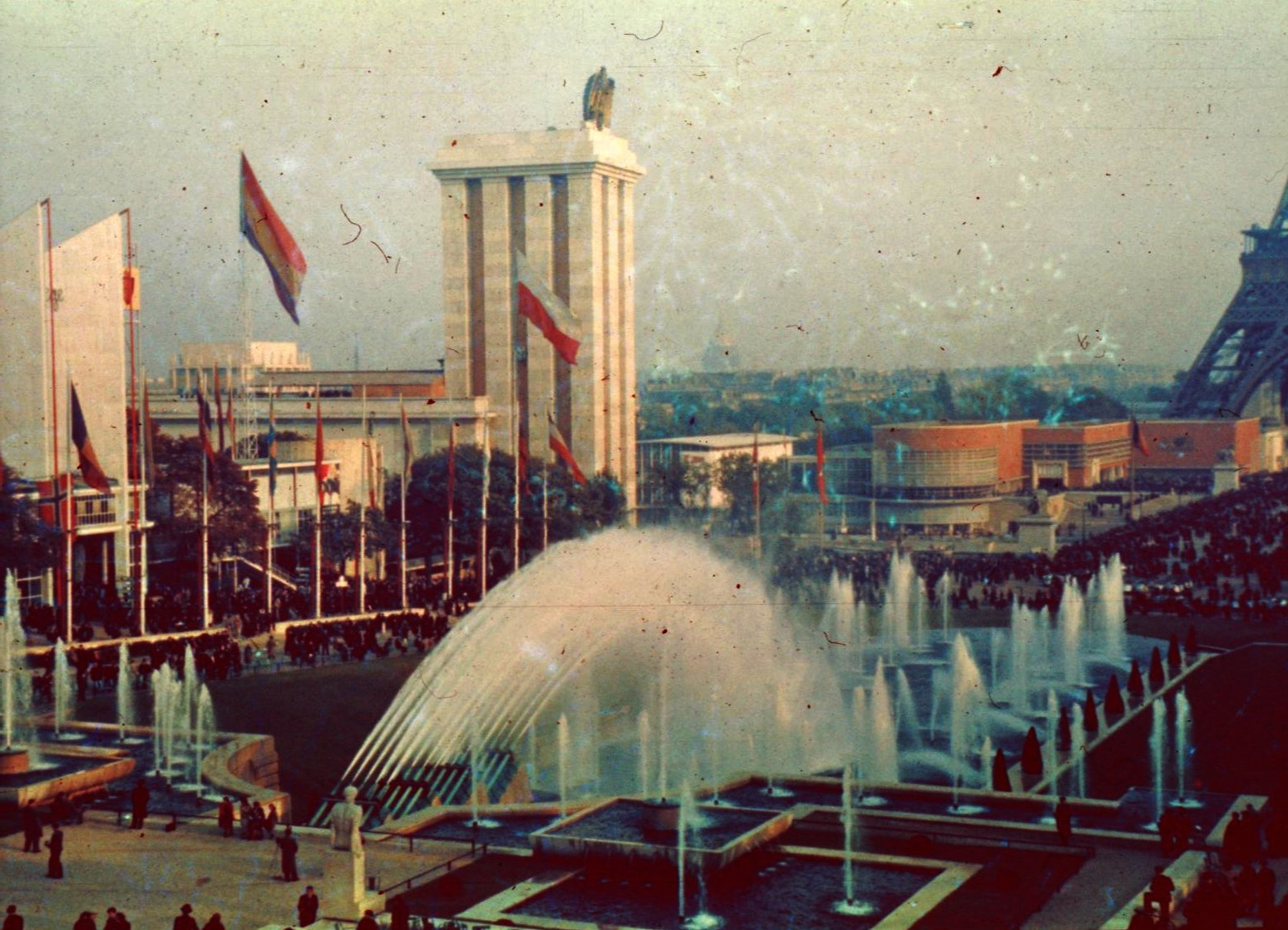
Paryż, 1937. Polska flaga przed pawilonem Bohdana Pniewskiego

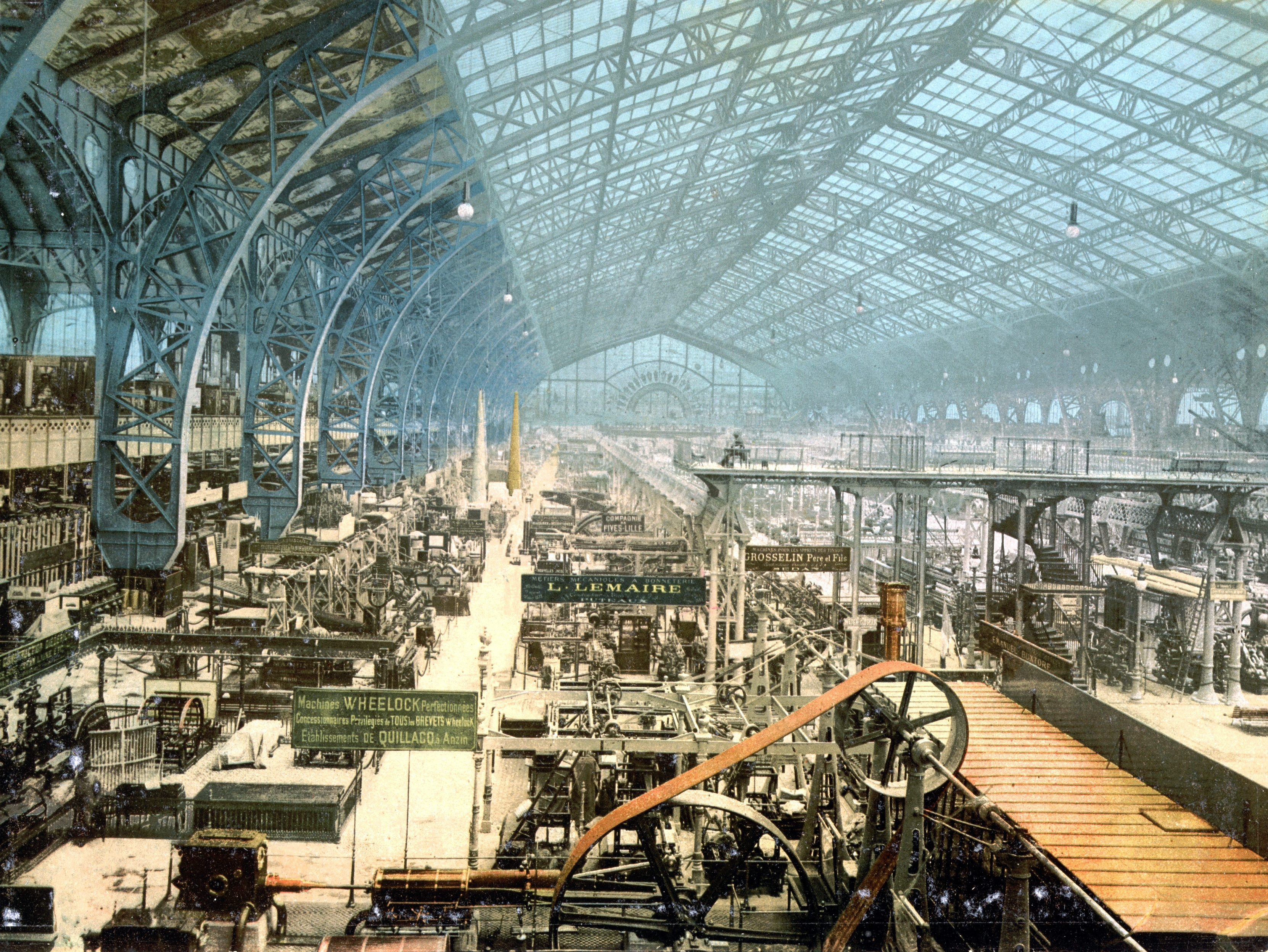
Paryż, 1900

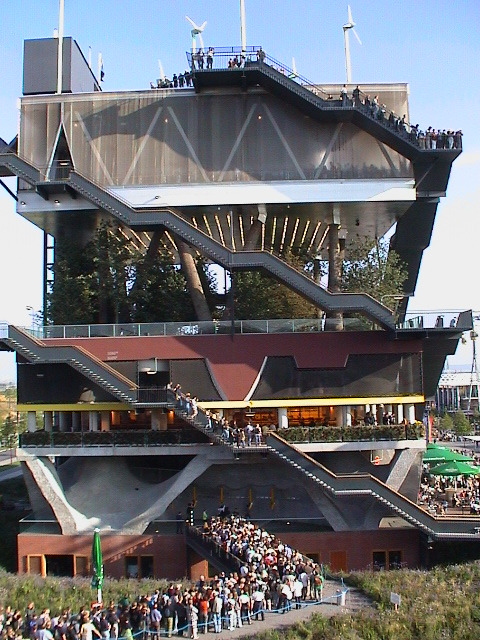
Hannover, 2000

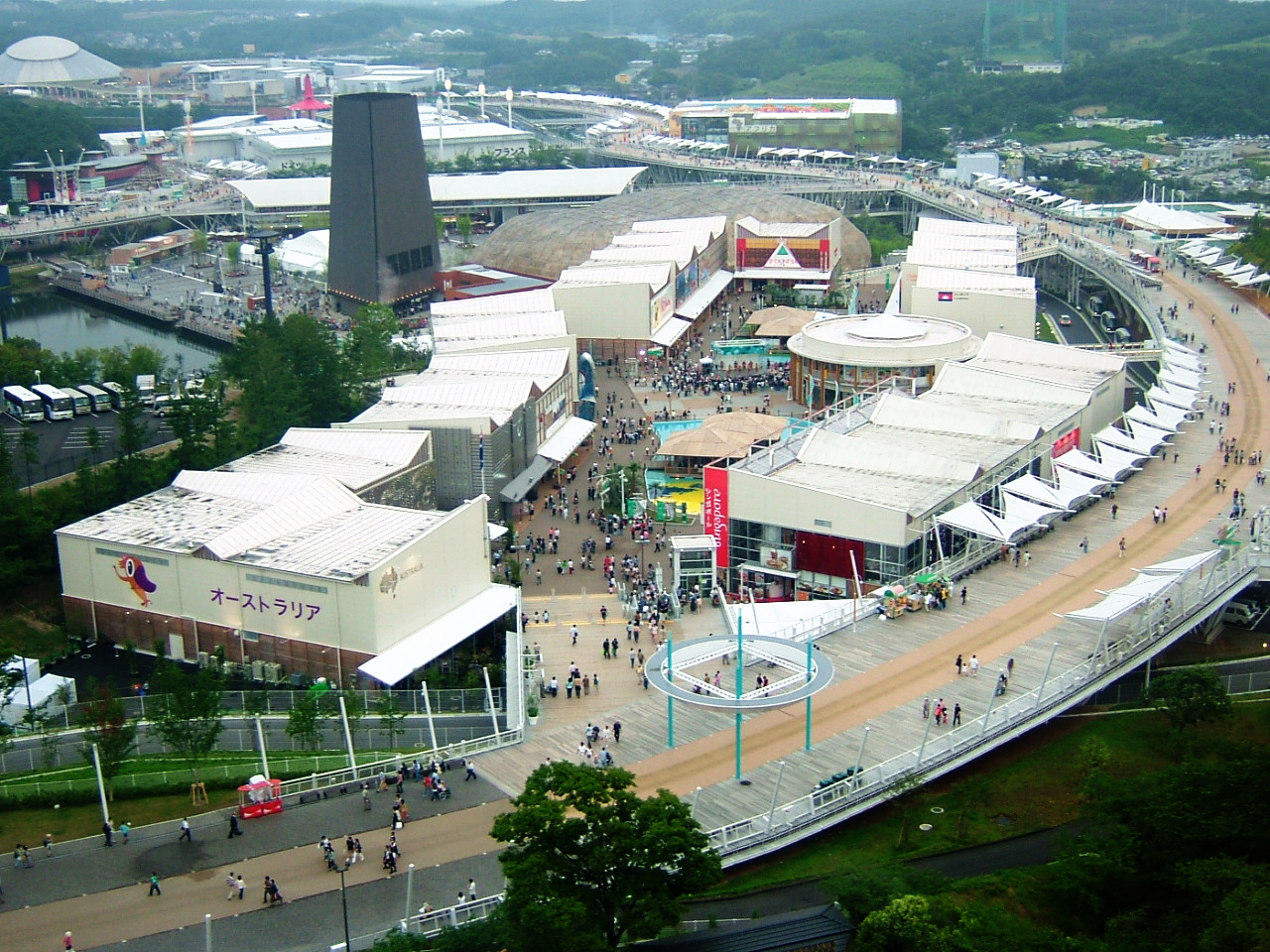
Aichi, 2005

- 1862(inne języki) –  Londyn, Wielka Brytania,
- 1867(inne języki) –  Paryż, Francja,
- 1873(inne języki) –  Wiedeń, wtedy Austro-Węgry obecnie Austria,
- 1876(inne języki) –  Filadelfia, USA (Centennial International Exhibition),
- 1878(inne języki) –  Paryż, Francja,
- 1880(inne języki) –  Melbourne, wtedy kolonia Wiktorii obecnie Australia
- 1888(inne języki) –  Barcelona, Hiszpania,
- 1889(inne języki) –  Paryż, Francja,
- 1893(inne języki) –  Chicago, USA (World's Columbian Exposition),
- 1897(inne języki) –  Bruksela, Belgia,
- 1900 –  Paryż, Francja,
- 1904(inne języki) –  Saint Louis, USA (Louisiana Purchase Exposition),
- 1905(inne języki) –  Liège, Belgia,
- 1906(inne języki) –  Mediolan, Włochy,
- 1910(inne języki) –  Bruksela, Belgia,
- 1913(inne języki) –  Gandawa, Belgia,
- 1915(inne języki) –  San Francisco, USA,
- 1929(inne języki) –  Barcelona, Hiszpania,
- 1933(inne języki) –  Chicago, USA (Century of Progress),
- 1935(inne języki) –  Bruksela, Belgia,
- 1937(inne języki) –  Paryż, Francja,
- 1939 –  Nowy Jork, USA (1939 New York World's Fair),
- 1949(inne języki) –  Port-au-Prince, Haiti,
- 1958 –  Bruksela, Belgia (Expo ’58),
- 1962(inne języki) –  Seattle, USA (Century 21 Exposition),
- 1967(inne języki) –  Montreal, Kanada (Expo ’67),
- 1970(inne języki) –  Osaka, Japonia (Expo ’70),
- 1992(inne języki) –  Sewilla, Hiszpania (Exposición Universal de Sevilla 1992),
- 2000 –  Hanower, Niemcy (Expo 2000),
- 2005 –  Aichi, Japonia (Expo 2005),
- 2010 –  Szanghaj, Chiny (Expo 2010),
- 2015 –  Mediolan, Włochy (Expo 2015),
- 2020 –  Dubaj, Zjednoczone Emiraty Arabskie[5] (Expo 2020).

### Wystawy specjalistyczne, zielone, lub nieuznane przez BIE
- 1853 – Nowy Jork, USA,

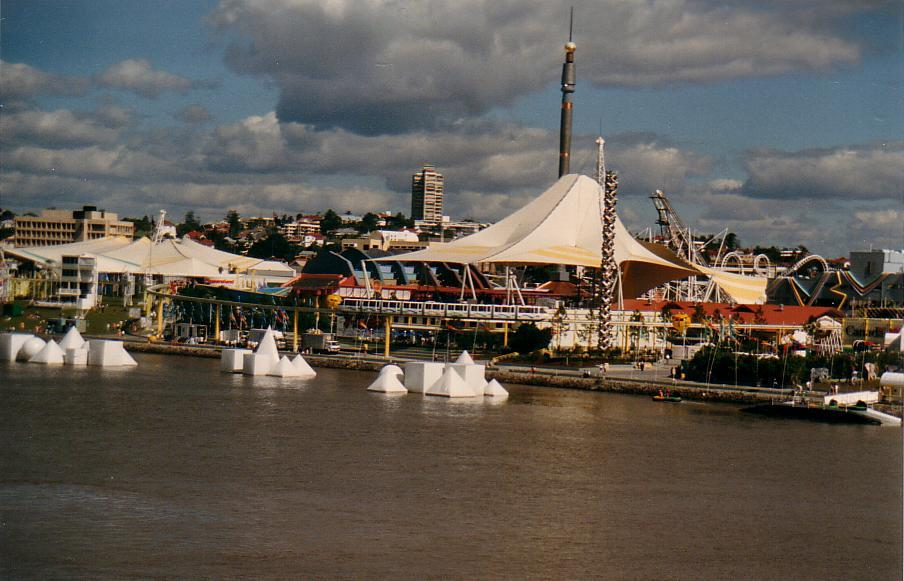
Brisbane, 1988

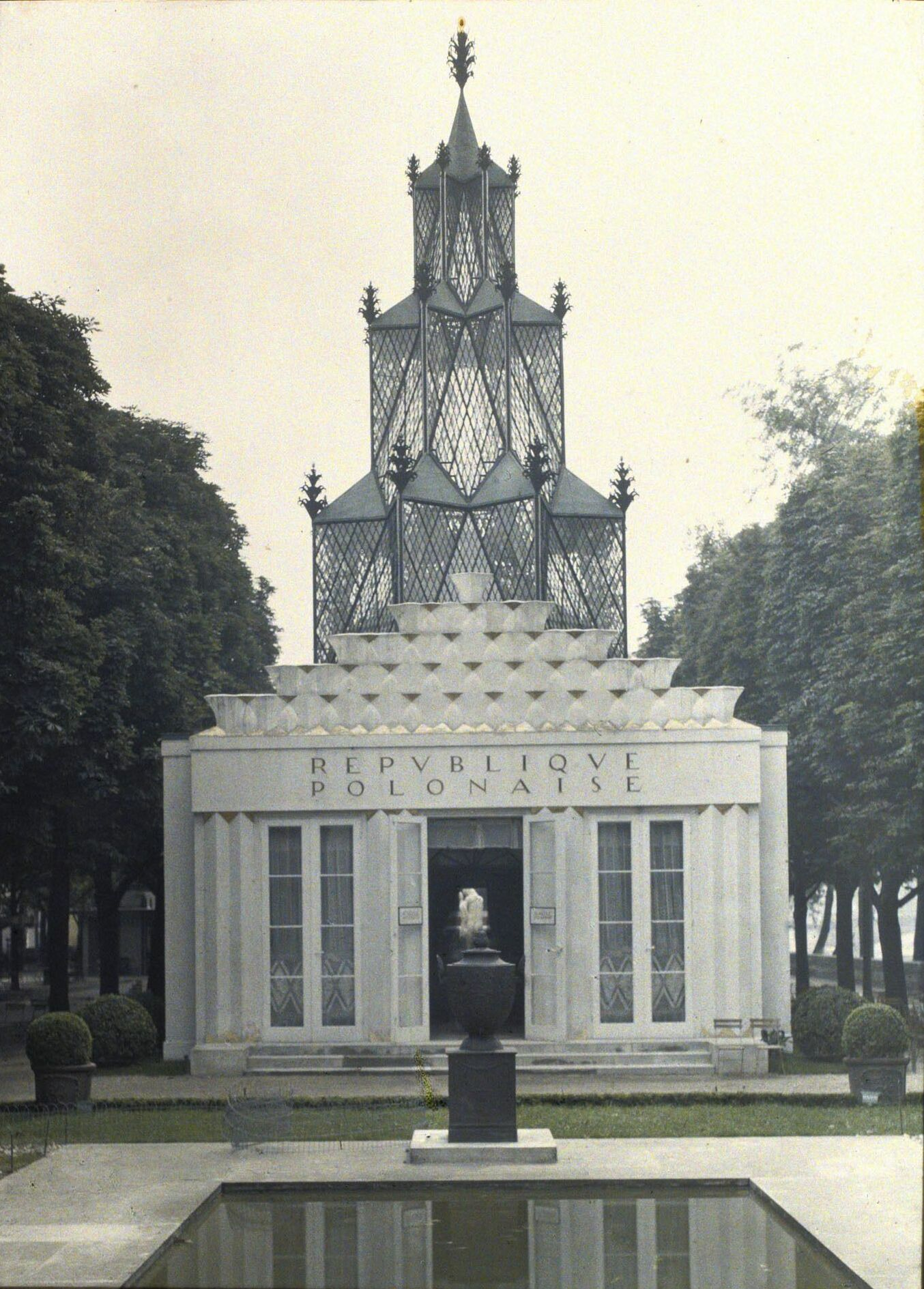
Paryż, 1925. Polski pawilon Józefa Czajkowskiego

- 1853 – Dublin, wtedy Wielka Brytania obecnie Irlandia,
- 1874 – Dublin, wtedy Wielka Brytania obecnie Irlandia,
- 1884 – Nowy Orlean, USA,
- 1885 – Antwerpia, Belgia,
- 1886 – Londyn, Wielka Brytania,
- 1888 – Glasgow, Wielka Brytania,
- 1894 – San Francisco, USA,
- 1895 – Atlanta, USA,
- 1901 – Buffalo, Nowy Jork, USA,
- 1907 – Dublin, wtedy Wielka Brytania obecnie Irlandia,
- 1907 – Hampton Roads, USA,
- 1909 – Seattle, USA,
- 1911 – Turyn, Włochy,
- 1915 – San Diego, USA,
- 1922 – Rio de Janeiro, Brazylia,
- 1924 – Wembley, Wielka Brytania,
- 1925 – Paryż, Francja,
- 1926 – Filadelfia, USA,
- 1930 – Sewilla, Hiszpania,
- 1930 – Antwerpia, Belgia,
- 1930 – Liège, Belgia,
- 1931 – Paryż, Francja,
- 1939 – San Francisco, USA
- 1964 – Nowy Jork, USA
- 1968 – San Antonio, USA (Hemisfair '68)
- 1974 – Spokane, USA (Expo ’74)
- 1975 – Okinawa, Japonia (Expo ’75)
- 1982 – Knoxville, USA (1982 World’s Fair)
- 1984 – Nowy Orlean, USA (1984 Louisiana World Exposition)
- 1985 – Tsukuba, Japonia (Expo ’85)
- 1986 – Vancouver, Kanada
- 1988 – Brisbane, Australia (World Expo ’88)
- 1992 – Genua, Włochy (Genoa Expo ’92)
- 1993 – Taejŏn, Korea Południowa (Expo ’93)
- 1996 – Budapeszt, Węgry (Expo ’96 Budapest)
- 1998 – Lizbona, Portugalia
- 2004 – Saint-Denis, Francja
- 2008 – Saragossa, Hiszpania
- 2012(inne języki) – Yeosu, Korea Południowa
- 2016 – Antalya, Turcja
- 2017 – Astana, Kazachstan
- 2023 – Buenos Aires, Argentyna[6]. W październiku 2020 władze kraju ogłosiły, iż nie zorganizują wystawy w przewidzianym terminie[7].
- 2027(inne języki) – Belgrad, Serbia. Wystawa odbędzie się w terminie 15 maja – 15 sierpnia i będzie zatytułowana „Play for Humanity: Sport and Music for All”[8]. W wyścigu o prawa do EXPO specjalistycznego 2027/28 stolica Serbii pokonała Minnesotę (USA), Phuket (Tajlandia), Malagę (Hiszpania) i Bariloche (Argentyna)[9].

## Planowane wystawy światowe
- 2025(inne języki) –  Osaka, Japonia.

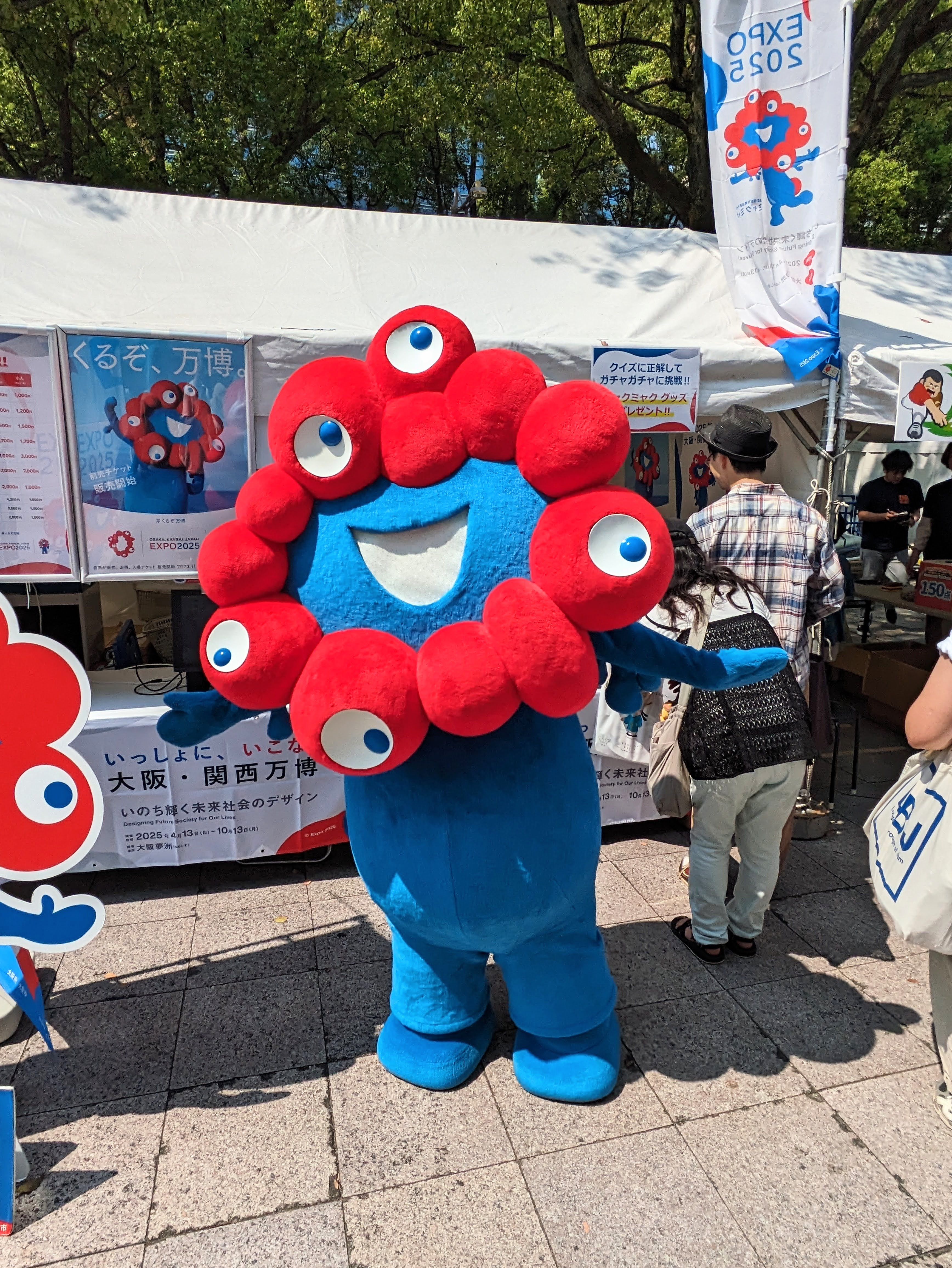
Maskotka Expo 2025

- 2030(inne języki) –  Rijad, Arabia Saudyjska – światowe EXPO. Wystawa zatytułowana „Epoka zmian: razem na rzecz przewidywalnego jutra” odbędzie się w terminie od 1 października 2030 do 31 marca 2031. Saudyjska kandydatura uzyskała większość kwalifikowaną głosów na zgromadzeniu ogólnym BIE, pokonując propozycje Korei Południowej (Pusan) i Włoch (Rzym)[10].

Wrocław ubiegał się o organizację Expo 2010 i Expo 2012. Łódź ubiegała się o organizację Expo 2022/2023.